# Луана (Айова)
Луана (англ. Luana) — місто (англ. city) в США, в окрузі Клейтон штату Айова. Населення — 301 особа (2020).

## Географія
Луана розташована за координатами 43°3′34″ пн. ш. 91°27′21″ зх. д. / 43.05944° пн. ш. 91.45583° зх. д. (43.059452, -91.455718).  За даними Бюро перепису населення США в 2010 році місто мало площу 2,73 км², уся площа — суходіл.

## Демографія
Згідно з переписом 2010 року, у місті мешкало 269 осіб у 114 домогосподарствах у складі 68 родин. Густота населення становила 99 осіб/км².  Було 119 помешкань (44/км²).
Расовий склад населення:
| - 99,3 % — білих |

До двох чи більше рас належало 0,7 %. Частка іспаномовних становила 5,6 % від усіх жителів.
За віковим діапазоном населення розподілялося таким чином: 28,3 % — особи молодші 18 років, 54,6 % — особи у віці 18—64 років, 17,1 % — особи у віці 65 років та старші. Медіана віку мешканця становила 37,7 року. На 100 осіб жіночої статі у місті припадало 92,1 чоловіків;  на 100 жінок у віці від 18 років та старших — 99,0 чоловіків також старших 18 років.
Середній дохід на одне домашнє господарство  становив 50 368 доларів США (медіана — 43 250), а середній дохід на одну сім'ю — 56 825 доларів (медіана — 56 250). Медіана доходів становила 40 250 доларів для чоловіків та 36 042 долари для жінок. За межею бідності перебувало 14,2 % осіб, у тому числі 20,3 % дітей у віці до 18 років та 13,0 % осіб у віці 65 років та старших.
Цивільне працевлаштоване населення становило 187 осіб. Основні галузі зайнятості: роздрібна торгівля — 20,9 %, виробництво — 18,2 %, освіта, охорона здоров'я та соціальна допомога — 13,9 %.